# Championnats du monde d'haltérophilie 1949
Navigation
Édition précédente Édition suivante
Les championnats du monde d'haltérophilie 1949 ont eu lieu aux Pays-Bas, à Scheveningen du 4 septembre 1949 au 6 septembre 1949.

## Palmarès

### Hommes
| Catégorie    | Or                     | Or       | Argent               | Argent   | Bronze                  | Bronze   |
| ------------ | ---------------------- | -------- | -------------------- | -------- | ----------------------- | -------- |
| - de 56 kg   | Mahmoud Namjoo (IRN)   | 315,0 kg | Kamal Mahgoub (EGY)  | 295,0 kg | Joseph DePietro (USA)   | 295,0 kg |
| - de 60 kg   | Mahmoud Fayad (EGY)    | 332,5 kg | Johan Runge (DEN)    | 312,5 kg | Max Heral (FRA)         | 302,5 kg |
| - de 67,5 kg | Ibrahim Shams (EGY)    | 352,5 kg | Joe Pitman (USA)     | 342,5 kg | Arvid Andersson (SWE)   | 322,5 kg |
| - de 75 kg   | Khadr El-Touni (EGY)   | 397,5 kg | Pete George (USA)    | 385,0 kg | Hassan Rahnavardi (IRN) | 340,0 kg |
| - de 82,5 kg | Stanley Stanczyk (USA) | 412,5 kg | Jean Debuf (FRA)     | 382,5 kg | Rasoul Raeisi (IRN)     | 365,0 kg |
| + de 82,5 kg | John Davis (USA)       | 442,5 kg | Niels Petersen (DEN) | 390,0 kg | Robert Allart (BEL)     | 387,5 kg |

## Tableau des médailles
| Rang  | Nation     | Or | Argent | Bronze | Total |
| ----- | ---------- | -- | ------ | ------ | ----- |
| 1     | Égypte     | 3  | 1      | 0      | 4     |
| 2     | États-Unis | 2  | 2      | 1      | 5     |
| 3     | Iran       | 1  | 0      | 2      | 3     |
| 4     | Danemark   | 0  | 2      | 0      | 2     |
| 5     | France     | 0  | 1      | 1      | 2     |
| 6     | Belgique   | 0  | 0      | 1      | 1     |
| 6     | Suède      | 0  | 0      | 1      | 1     |
| Total | Total      | 6  | 6      | 6      | 18    |